# 480 kilomètres de Montréal 1990
Les 480 kilomètres de Montréal 1990 (officiellement appelé le Mondial Players Ltd.), disputées le 23 septembre 1990 sur le circuit de Circuit Gilles-Villeneuve, sont la huitième manche du Championnat du monde des voitures de sport 1990.

## La course

### Déroulement de l'épreuve
La course a été arrêtée à mi-distance en raison d'un grave accident. La Porsche 962C n°17 de l'écurie Brun Motorsport, pilotée alors par Jesús Pareja, est entrée en collision avec une plaque d'égout qui avait été libérée par l’effet du sol de la voiture la précédant. À la suite de ce contact un incendie s'est déclaré. Des inquiétudes concernant les plaques d'égout ont conduit les organisateurs à arrêter la course quelques tours plus tard, avec la moitié des points attribués en raison du non-respect de 75% de la distance de la course.
Cette course a également vu les débuts en compétition de l'écurie Peugeot Talbot Sport, avec la nouvelle Peugeot 905.

### Classement de la course
Voici le classement officiel au terme de la course,.
- Les premiers de chaque catégorie du championnat du monde sont signalés par un fond jaune.
- Pour la colonne Pneus, il faut passer le curseur au-dessus du modèle pour connaître le manufacturier de pneumatiques.
- Les voitures ne réussissant pas à parcourir 75% de la distance du gagnant sont non classées (NC).

| Pos  | Classe | no | Écurie                           | Pilotes                             | Châssis                            | Pneus | Tours | Temps                 |
| Pos  | Classe | no | Écurie                           | Pilotes                             | Moteur                             | Pneus | Tours | Temps                 |
| ---- | ------ | -- | -------------------------------- | ----------------------------------- | ---------------------------------- | ----- | ----- | --------------------- |
| 1    | C      | 1  | Team Sauber Mercedes             | Mauro Baldi Jean-Louis Schlesser    | Mercedes-Benz C11                  | G     | 61    | 1 h 44 min 42 s 012   |
| 1    | C      | 1  | Team Sauber Mercedes             | Mauro Baldi Jean-Louis Schlesser    | Mercedes-Benz M119 5.0L V8 Turbo   | G     | 61    | 1 h 44 min 42 s 012   |
| 2    | C      | 23 | Nissan Motorsports International | Julian Bailey Mark Blundell         | Nissan R90CK                       | D     | 61    | + 5 s 448             |
| 2    | C      | 23 | Nissan Motorsports International | Julian Bailey Mark Blundell         | Nissan VHR35Z 3.5L V8 Turbo        | D     | 61    | + 5 s 448             |
| 3    | C      | 14 | Richard Lloyd Racing             | Manuel Reuter                       | Porsche 962C GTi                   | G     | 61    | + 5 s 564             |
| 3    | C      | 14 | Richard Lloyd Racing             | Manuel Reuter                       | Porsche Type-935 3.0L Flat-6 Turbo | G     | 61    | + 5 s 564             |
| 4    | C      | 10 | Porsche Kremer Racing            | Bernd Schneider                     | Porsche 962CK6                     | Y     | 61    | + 1 min 23 s 141      |
| 4    | C      | 10 | Porsche Kremer Racing            | Bernd Schneider                     | Porsche Type-935 3.0L Flat-6 Turbo | Y     | 61    | + 1 min 23 s 141      |
| 5    | C      | 24 | Nissan Motorsports International | Kenny Acheson                       | Nissan R90CK                       | D     | 61    | + 1 min 50 s 305      |
| 5    | C      | 24 | Nissan Motorsports International | Kenny Acheson                       | Nissan VHR35Z 3.5L V8 Turbo        | D     | 61    | + 1 min 50 s 305      |
| 6    | C      | 7  | Joest Porsche Racing             | Bob Wollek Frank Jelinski           | Porsche 962C                       | M     | 61    | + 1 min 51 s 373      |
| 6    | C      | 7  | Joest Porsche Racing             | Bob Wollek Frank Jelinski           | Porsche Type-935 3.2L Flat-6 Turbo | M     | 61    | + 1 min 51 s 373      |
| 7    | C      | 37 | Toyota Team Tom's                | Geoff Lees John Watson              | Toyota 89C-V                       | B     | 60    | + 1 tour              |
| 7    | C      | 37 | Toyota Team Tom's                | Geoff Lees John Watson              | Toyota R36V 3.6L V8 Turbo          | B     | 60    | + 1 tour              |
| 8    | C      | 8  | Joest Porsche Racing             | Jonathan Palmer Hans-Joachim Stuck  | Porsche 962C                       | M     | 60    | + 1 tour              |
| 8    | C      | 8  | Joest Porsche Racing             | Jonathan Palmer Hans-Joachim Stuck  | Porsche Type-935 3.2L Flat-6 Turbo | M     | 60    | + 1 tour              |
| 9    | C      | 2  | Team Sauber Mercedes             | Jochen Mass Karl Wendlinger         | Mercedes-Benz C11                  | G     | 60    | + 1 tour              |
| 9    | C      | 2  | Team Sauber Mercedes             | Jochen Mass Karl Wendlinger         | Mercedes-Benz M119 5.0L V8 Turbo   | G     | 60    | + 1 tour              |
| Abd. | C      | 15 | Brun Motorsport                  | Oscar Larrauri Harald Huysman       | Porsche 962C                       | Y     | 59    | Accident              |
| Abd. | C      | 15 | Brun Motorsport                  | Oscar Larrauri Harald Huysman       | Porsche Type-935 3.0L Flat-6 Turbo | Y     | 59    | Accident              |
| 11   | C      | 26 | Obermaier Primagaz               | Harald Grohs                        | Porsche 962C                       | G     | 59    | + 2 tours             |
| 11   | C      | 26 | Obermaier Primagaz               | Harald Grohs                        | Porsche Type-935 3.0L Flat-6 Turbo | G     | 59    | + 2 tours             |
| 12   | C      | 29 | Chamberlain Engineering          | Richard Piper                       | Spice SE89C                        | G     | 59    | + 2 tours             |
| 12   | C      | 29 | Chamberlain Engineering          | Richard Piper                       | Ford Cosworth DFZ 3.5L V8 Atmo     | G     | 59    | + 2 tours             |
| 13   | C      | 9  | Joest Porsche Racing             | Henri Pescarolo "John Winter"       | Porsche 962C                       | G     | 59    | + 2 tours             |
| 13   | C      | 9  | Joest Porsche Racing             | Henri Pescarolo "John Winter"       | Porsche Type-935 3.0L Flat-6 Turbo | G     | 59    | + 2 tours             |
| 14   | C      | 36 | Toyota Team Tom's                | Johnny Dumfries Roberto Ravaglia    | Toyota 90C-V                       | B     | 58    | + 3 tours             |
| 14   | C      | 36 | Toyota Team Tom's                | Johnny Dumfries Roberto Ravaglia    | Toyota R36V 3.6L V8 Turbo          | B     | 58    | + 3 tours             |
| Abd. | C      | 3  | Silk Cut Jaguar                  | Martin Brundle Jan Lammers          | Jaguar XJR-11                      | G     | 58    | Arbre de transmission |
| Abd. | C      | 3  | Silk Cut Jaguar                  | Martin Brundle Jan Lammers          | Jaguar JV6 3.5L V6 Turbo           | G     | 58    | Arbre de transmission |
| Abd. | C      | 17 | Brun Motorsport                  | Bernard Santal Jesús Pareja         | Porsche 962C                       | Y     | 58    | Accident              |
| Abd. | C      | 17 | Brun Motorsport                  | Bernard Santal Jesús Pareja         | Porsche Type-935 3.0L Flat-6 Turbo | Y     | 58    | Accident              |
| 17   | C      | 27 | Obermaier Primagaz               | Otto Altenbach Jürgen Lässig        | Porsche 962C                       | G     | 58    | + 3 tours             |
| 17   | C      | 27 | Obermaier Primagaz               | Otto Altenbach Jürgen Lässig        | Porsche Type-935 3.0L Flat-6 Turbo | G     | 58    | + 3 tours             |
| 18   | C      | 34 | Equipe Alméras Fréres            | Jacques Alméras Jean-Marie Alméras  | Porsche 962C                       | G     | 57    | + 4 tours             |
| 18   | C      | 34 | Equipe Alméras Fréres            | Jacques Alméras Jean-Marie Alméras  | Porsche Type-935 3.0L Flat-6 Turbo | G     | 57    | + 4 tours             |
| Abd. | C      | 12 | Courage Compétition              | Denis Morin Bernard Thuner          | Cougar C24S                        | G     | 56    | Accident              |
| Abd. | C      | 12 | Courage Compétition              | Denis Morin Bernard Thuner          | Porsche Type-935 3.0L Flat-6 Turbo | G     | 56    | Accident              |
| 20   | C      | 39 | Swiss Team Salamin               | Antoine Salamin Max Cohen-Olivar    | Porsche 962C                       | G     | 56    | + 5 tours             |
| 20   | C      | 39 | Swiss Team Salamin               | Antoine Salamin Max Cohen-Olivar    | Porsche Type-935 3.0L Flat-6 Turbo | G     | 56    | + 5 tours             |
| 21   | C      | 22 | Spice Engineering                | Wayne Taylor Fermín Vélez           | Spice SE90C                        | G     | 55    | + 6 tours             |
| 21   | C      | 22 | Spice Engineering                | Wayne Taylor Fermín Vélez           | Ford Cosworth DFR 3.5L V8 Atmo     | G     | 55    | + 6 tours             |
| 22   | C      | 32 | Konrad Motorsport                | Franz Konrad Harri Toivonen         | Porsche 962CK6                     | G     | 52    | + 9 tours             |
| 22   | C      | 32 | Konrad Motorsport                | Franz Konrad Harri Toivonen         | Porsche Type-935 3.0L Flat-6 Turbo | G     | 52    | + 9 tours             |
| Abd. | C      | 13 | Courage Compétition              | Pascal Fabre Michel Trollé          | Cougar C24S                        | G     | 46    | + 15 tours            |
| Abd. | C      | 13 | Courage Compétition              | Pascal Fabre Michel Trollé          | Porsche Type-935 3.0L Flat-6 Turbo | G     | 46    | + 15 tours            |
| Abd. | C      | 4  | Silk Cut Jaguar                  | Andy Wallace Davy Jones             | Jaguar XJR-11                      | G     | 37    | Arbre de transmission |
| Abd. | C      | 4  | Silk Cut Jaguar                  | Andy Wallace Davy Jones             | Jaguar JV6 3.5L V6 Turbo           | G     | 37    | Arbre de transmission |
| Abd. | C      | 20 | Team Davey                       | Tim Lee-Davey                       | Porsche 962C                       | D     | 30    | Suspension            |
| Abd. | C      | 20 | Team Davey                       | Tim Lee-Davey                       | Porsche Type-935 3.0L Flat-6 Turbo | D     | 30    | Suspension            |
| Abd. | C      | 30 | GP Motorsport                    | Beppe Gabbiani                      | Spice SE90C                        | D     | 23    | Feu                   |
| Abd. | C      | 30 | GP Motorsport                    | Beppe Gabbiani                      | Ford Cosworth DFZ 3.5L V8 Atmo     | D     | 23    | Feu                   |
| Abd. | C      | 16 | Brun Motorsport                  | Jesús Pareja Walter Brun            | Porsche 962C                       | Y     | 22    | Accident              |
| Abd. | C      | 16 | Brun Motorsport                  | Jesús Pareja Walter Brun            | Porsche Type-935 3.0L Flat-6 Turbo | Y     | 22    | Accident              |
| Abd. | C      | 44 | Peugeot Talbot Sport             | Keke Rosberg Jean-Pierre Jabouille  | Peugeot 905                        | M     | 22    | Pompe à essence       |
| Abd. | C      | 44 | Peugeot Talbot Sport             | Keke Rosberg Jean-Pierre Jabouille  | Peugeot SA35 3.5L V10 Atmo         | M     | 22    | Pompe à essence       |
| Abd. | C      | 41 | Alba Formula Team                | Giorgio Francia                     | Alba AR20                          | G     | 8     | Problèmes électriques |
| Abd. | C      | 41 | Alba Formula Team                | Giorgio Francia                     | Buick 4.5L V6 Atmo                 | G     | 8     | Problèmes électriques |
| Abd. | C      | 35 | Louis Descartes                  | François Migault Luigi Taverna      | ALD C289                           | D     | 3     | Accident              |
| Abd. | C      | 35 | Louis Descartes                  | François Migault Luigi Taverna      | Ford Cosworth DFL 3.5L V8 Atmo     | D     | 3     | Accident              |
| Np.  | C      | 21 | Spice Engineering                | Wayne Taylor Fermín Vélez           | Spice SE90C                        | G     | -     | Retrait               |
| Np.  | C      | 21 | Spice Engineering                | Wayne Taylor Fermín Vélez           | Ford Cosworth DFR 3.5L V8 Atmo     | G     | -     | Retrait               |
| Np.  | C      | 28 | Chamberlain Engineering          | Nick Adams Charles Zwolsman Sr.     | Spice SE89C                        | G     | -     | Suspension            |
| Np.  | C      | 28 | Chamberlain Engineering          | Nick Adams Charles Zwolsman Sr.     | Ford Cosworth DFZ 3.5L V8 Atmo     | G     | -     | Suspension            |
| Nq.  | C      | 40 | The Berkeley Team London         | Ranieri Randaccio Pasquale Barberio | Spice SE89C                        | G     | -     |                       |
| Nq.  | C      | 40 | The Berkeley Team London         | Ranieri Randaccio Pasquale Barberio | Ford Cosworth DFZ 3.5L V8 Atmo     | G     | -     |                       |

## Pole position et record du tour
- Pole position :  Jean-Louis Schlesser (#1 Team Sauber Mercedes) en 1 min 25 s 407
- Meilleur tour en course :  Mauro Baldi (#1 Team Sauber Mercedes) en 1 min 28 s 725

## À noter
- Longueur du circuit : 4,390 km
- Distance parcourue par les vainqueurs : 267,803 km